# Oldenburg (Schiff, 1913)
Die Oldenburg war ein deutscher Fischdampfer, der im Ersten Weltkrieg als Hilfsschiff diente und 1934 durch einen Seeunfall verloren ging. Ob der Dampfer nach der Stadt Oldenburg in Oldenburg oder der Stadt Oldenburg in Holstein benannt war, ist unbekannt.

## Geschichte
Die Oldenburg wurde bis zum Kriegsausbruch mit dem Fischereikennzeichen SD 51 (= Preußen-Altona) in der Fischerei eingesetzt. Ab dem 21. November des Jahres diente sie als Kriegslotsendampfer in der Sperrfahrzeugdivision der Jade der Kaiserlichen Marine und wurde vier Tage später in Hever umbenannt.
Am 12. Dezember 1918 wurde sie der Reederei zurückgegeben und war wieder unter ihrem Namen Oldenburg, später mit dem Fischereikennzeichen BX 228 von Bremerhaven aus in der Fischerei tätig. Am 22. Januar 1934 strandete sie durch Stromversetzung an der Ostseite von Kap Nordkyn. Sie war ein Totalverlust; ob das Wrack geborgen wurde, ist nicht bekannt.

## Schwesterschiffe
Sonderburg, Glücksburg, Lauenburg, Oevelgönne und Norburg.